# Edme Antoine Villiers
Pour les articles homonymes, voir Villiers.
Edme Antoine Villiers est un homme politique français né le 1er août 1758 à Longchamp (Côte-d'Or) et mort le 19 novembre 1824 à Paris.

## Biographie
Avocat à Dijon au moment de la Révolution, il est administrateur du district de Dijon. Il quitte ses fonctions sous la Terreur, pour les reprendre sous le Directoire. Conseiller général en 1800, il est député de la Côte-d'Or de 1804 à 1815. Il est fait chevalier d'Empire en 1810.

## Sources
- « Edme Antoine Villiers », dans Adolphe Robert et Gaston Cougny, Dictionnaire des parlementaires français, Edgar Bourloton, 1889-1891 [détail de l’édition]